# Benzoylperoxid
Benzoylperoxid (BPO) er et lægemiddel og industrielt kemikalie. Som lægemiddel bruges det til at behandle milde til moderate udbrud af akne, mens det i værre tilfælde kan bruges med andre behandlingsmetoder. Det fungerer ved at dræbe de bakterier der er i huden. Nogle udgaver sælges opblandet med antibiotika som clindamycin. Andre anvendelser inkluderer blegemiddel til mel, hårblegning, tandblegning og tekstilblegning. Stoffet anvendes også i plastikindustrien.
Blandt de almindelige bivirkninger er hudirritation, tørhed og skæl. Brug af benzoylpreoxid under graviditet er ikke fuldt afklaret. Det er en organisk peroxid.
Benzoylperoxid blev fremstillet første gang i 1905, og man begyndte at bruge det til lægemidler i 1930'erne. Det er på Verdenssundhedsorganisationens liste over essentielle lægemidler, der dækker de mest effektive og sikre typer lægemidler i sundhedssystem. Benzoylperoxid er tilgængelig som generisk lægemiddel og som håndkøbslægemiddel. I Storbritannien koster 150 mL af en 10% opløsning NHS omkring £4, mens en måneds behandling i USA koster mindre end $25.